# Open 13 2004
L'Open 13 2004 è stato un torneo di tennis giocato sul cemento indoor.
È stata la 12ª edizione dell'Open 13,che fa parte della categoria International Series nell'ambito dell'ATP Tour 2004.
Si è giocato al Palais des Sports di Marsiglia in Francia,
dal 23 febbraio al 1º marzo 2004.

## Campioni

### Singolare
Dominik Hrbatý ha battuto in finale  Robin Söderling con il punteggio di 4–6, 6–4, 6–4

### Doppio
Mark Knowles /  Daniel Nestor hanno battuto in finale  Martin Damm /  Cyril Suk con il punteggio di 7–5, 6–3